# Jean Price-Mars

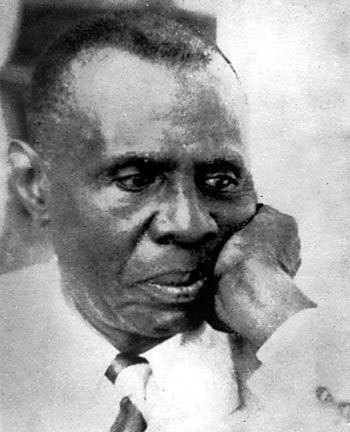
Jean Price-Mars

Jean Price-Mars, auch Jean Price Mars, (als Jean Mars; * 14. Oktober 1876 in Grande-Rivière-du-Nord; † 1. März 1969 in Pétionville) war ein haïtianischer Mediziner, Ethnologe, Diplomat, Politiker, Pädagoge und Schriftsteller. Er gilt als der führende haïtianische Denker des 20. Jahrhunderts.

## Leben

### Herkunft und Bildung
Jean Price-Mars wurde 1876 in der Gemeinde Grande-Rivière-du-Nord in Haïti geboren. Nach seiner höheren Schulausbildung an der Oberschule Grégoire in Cap-Haïtien mit Abschluss am Gymnasium Pétion in Port-au-Prince, erhielt er im Jahr 1899 ein Stipendium für ein Medizinstudium in Paris. Er wurde später Chefredakteur der Annales de médecine haïtienne.
Er betrieb ferner Studien in Human- und Gesellschaftswissenschaften an der Pariser Universität (Sorbonne), am Collège de France und im Musée d'ethnographie du Trocadéro.
Seinen zweiten Namen Price nahm er als Hommage an den haitianischen Schriftsteller und Diplomaten  Hannibal Price, der für sein Buch "Über die Rehabilitierung der schwarzen Rasse durch die Republik Haiti" ("De la réhabilitation de la race noire par la République d'Haïti") bekannt war, an. Er kombinierte den Namen des bewunderten Autors mit Mars, dem Namen seines schwarzen Vaters, um "seinen Wunsch auszudrücken, seine Brüder in Solidarität und Frieden leben zu sehen."
Das ständige Anliegen von Price-Mars war es, auf der Grundlage wissenschaftlicher Theorie und deren Umsetzung in praktisches Handeln das Los des durchschnittlichen Haïtianers zu verbessern. Er leistete so einen wichtigen Beitrag zur Theorie der afrikanischen Diaspora und des kulturellen Panafrikanismus. Das Werk von Price-Mars basiert auf historischen und vergleichenden Methoden. Sein Hauptwerk "Ainsi parla l'oncle" (1928), geschrieben in französischer Sprache, untersucht die historischen und folkloristischen Grundlagen der haitianischen Kultur. Price-Mars stellt darin die These auf, dass Haïtianer keine "farbigen Franzosen" sind, sondern Menschen, die unter bestimmten historischen Bedingungen und mit einem doppelten Erbe, dem französischen und dem afrikanischen, geboren wurden. Ainsi parla l'oncle ist der erste Versuch, eine systematische Studie über die Kultur der haitianischen Massen zu machen, indem er sie in den Rahmen der nationalen Gemeinschaft stellt. Geschrieben während der amerikanischen Besatzung Haitis (1915–1934), zielt dieses bahnbrechende Buch eindeutig darauf ab, die Moral des haitianischen Volkes durch die Entwicklung eines kulturellen Nationaldenkens zu unterstützen.
Jean Price-Mars war der Vater des haitianischen Ethnopsychiaters und Diplomaten Louis Mars.

### Tätigkeiten in Diplomatie und Politik
Nach seiner Rückkehr nach Haiti begann er eine Karriere als Diplomat, die es ihm ermöglichte, in Europa und den Vereinigten Staaten tätig zu sein. Er war nacheinander Botschaftssekretär in Berlin, Vertreter Haitis auf der Weltausstellung von St. Louis 1904, Geschäftsträger in Washington, Gesandter in Paris von 1915 bis 1916, Botschafter in Santo Domingo 1946, dann von Mitte August 1946 bis Mitte April 1947 Minister für Auswärtige Angelegenheiten und für Bildung unter der Präsidentschaft von Dumarsais Estimé. Um den Jahreswechsel 1956/57 war er nochmals für drei Monate Außenminister seines Landes und ging anschließend als Botschafter nach Frankreich.
Abgeordneter in der Nationalversammlung war er von 1905 bis 1908 und Senator von 1930 bis 1935 sowie von 1941 bis 1946.
Von 1912 bis 1915 war er Generalinspektor für das öffentliche Schulwesen.

### Wissenschaftliche Arbeit
Im Jahr 1941 gründete Price-Mars das Institut für Ethnologie in Port-au-Prince. Dort hatte er bis 1947 die Lehrstühle für Soziologie und Afrikanologie inne. Er trug außerordentlich zur Entwicklung der Sozialwissenschaften in Haiti bei.
1956, während des ersten Kongresses der schwarzen Schriftsteller und Künstler in Paris, wurde Jean Price-Mars einstimmig zum Präsidenten gewählt. Im selben Jahr wurde er der erste Präsident der Société africaine de culture, einer Organisation, die mit der UNESCO verbunden ist.
Im Jahr 1960 wurde er als Rektor der Université d'État d'Haiti (Staatliche Universität von Haiti) in den Ruhestand versetzt.

### Würdigungen und Auszeichnungen
Für sein literarisches, wissenschaftliches, diplomatisches und politisches Wirken wurde Price-Mars vielfach ausgezeichnet.
Er wurde 1956 in Paris Ritter der Légion d’honneur und 1957 Ehrendoktor der Université de Paris. Er war Mitglied der Pariser Académie des Sciences d’Outre-Mer, des Ehrenrats der ADELF (Association des écrivains de langues française, später umbenannt in AEFMOM, Paris), Kandidat für den Nobelpreis für Literatur, Inhaber der Silbermedaille des Preises der französischen Sprache der Académie française im Jahr 1959; erster Träger des Literaturpreises der Karibik (Prix littéraire des Caraïbes) 1965; Träger des Großkreuzes des Malteserordens, Kommandeur des Orden El Sol del Perú, Träger des Großkreuzes des libanesischen Ordre national du Cèdre. Im Jahr 1966 wurde er in den Senegal eingeladen, wo ihm die Ehrendoktorwürde der Université de Dakar verliehen wurde; Präsident Léopold Senghor, selbst Dichter und Schriftsteller, würdigte seinen Einfluss auf die Entwicklung der Négritude.
Im Jahr 1959 verlieh ihm die Académie Française einen Sonderpreis für sein Gesamtwerk.

## Bibliographie
- La Vocation de l'élite. Port-au-Prince : Éditions Edmond Chenet, 1919.
- Ainsi parla l'oncle (essai d'ethnographie). Compiègne (France) : Imprimerie de Compiègne, 1928.
- Une étape de l'évolution haïtienne. Port-au-Prince : Imprimerie La Presse, 1929.
- Formation ethnique, folklore et culture du peuple haïtien. Port-au-Prince, Éditions Virgile Valcin, 1939.
- Contribution haïtienne à la lutte des Amériques pour les libertés humaines. Port-au-Prince, Imprimerie de l'État, 1942.
- Jean Pierre Boyer Bazelais et le drame de Miragoâne : à propos d'un lot d'autographes, 1883–1884. Port-au-Prince, Imprimerie de l'État, 1948.
- La République d'Haïti et la République dominicaine. Les aspects divers d'un problème d'histoire, de géographie et d'ethnologie s.n., 1953, Lausanne, Imprimerie Held, 1954.
- Le Bilan des études ethnologiques en Haïti et le cycle du Nègre. Port-au-Prince, Imprimerie de l'État, 1954.
- De Saint-Domingue à Haïti. Essai sur la Culture, les Arts et la Littérature. Paris, Présence africaine, 1959.
- Silhouettes de nègres et de négrophiles. Paris, Présence africaine, 1960.
- Vilbrun Guillaume-Sam: ce méconnu. Port-au-Prince, Imprimerie de l'État, 1961.
- De la préhistoire d'Afrique à l'histoire d'Haïti. Port-au-Prince, Imprimerie de l'État, 1962.
- Lettre ouverte au Dr René Piquion, directeur de l'École normale supérieure, sur son manuel de la négritude. Port-au-Prince, Éditions des Antilles, 1967.
- Joseph Anténor Firmin. Port-au-Prince, Imprimerie du Séminaire Adventiste, 1978, (postum).